# Бедрань Микола Гаврилович
Бедрань Микола Гаврилович (1929—1999) — український науковець, гірничий інженер-збагачувач, закінчив Дніпропетровський гірничий інститут у 1953 р., доктор технічних наук (1973), професор (1975), працював у гірничому університеті у 1957—1998 р., завідувач кафедри «Збагачення корисних копалин» (1981—1993 р.).
Підготували та захистили кандидатські дисертації під науковим керівництвом Бедраня М. Г.:
М. В. Шейко, Е. І. Мучник (1977), Л. М. Турчанінова (1981), Я. Т. Якимишин, В. І. Кривощоков (1983), А. П. Крикунов (1987),
А. С. Кірнарський (1988), П. І. Панков (1989), В. В. Бабець (1991).

## Окремі видання
- Процессы и машины для обогащения полезных ископаемых: Учебн. пособие для студ. вузов / В. И. Кармазин, Е. Е. Серго, А. П. Жендринский, В. А. Бунько, Т. Г. Фоменко, Н. Г. Бедрань, А. Г. Шпахлер. — М.: Недра, 1974. — 559 с.
- Бедрань Н. Г. Машины для обогащения полезных ископаемых: Учеб. пособие для вузов.  К.  Донецк: Вища школа, 1980. — 416с.
- . Бедрань Н. Г., Скоробогатова Л. М. Переработка и качество полезных ископаемых: Учебник для студ. горных вузов. — К.; Донецк: Вища школа, 1984. — 189 с.
- Бедрань Н. Г., Скоробогатова Л. М. Переработка и качество полезных ископаемых: Учеб. для горн. спец. вузов.  М.: Недра, 1986. — 272 с.
- Бедрань Н. Г. Обогащение углей: Учеб. пособие для вузов. — 2-е изд., перераб. и доп. — М.: Недра, 1988. — 206 с.